# Beproefd maar niet gebroken
Beproefd maar niet gebroken of Rampmonument (1970) is een gedenkteken in de Nederlandse stad Zierikzee, in de provincie Zeeland.

## Achtergrond
Eind 1962 kwam in de ideeënbus van de gemeente Zierikzee een suggestie binnen om een monument ter herinnering aan de watersnoodramp van 1953 op te richten. Er werd een Comité Rampmonument samengesteld, dat zich hiervoor inzette. In 1963 liet het comité een gedenkzuil op de begraafplaats plaatsen. Eind 1964 werd een aantal Zeeuwse kunstenaars benaderd om met een ontwerp voor een monument in het centrum te komen. Het ontwerp met als motto Beproefd maar niet gebroken, van de lokale beeldhouwer Ad Braat, viel in de smaak. Braat had aanvankelijk een ruimtelijk monument in hardsteen willen maken, het comité wilde echter liever een figuratief beeld. Hij kwam daarom met een ontwerp van een staande vrouw met opgeheven hand, die beschermend een kind achter zich verbergt.
Het ontwerp werd uitgevoerd in brons en geplaatst bij de Zuidhavenpoort. Het beeld heeft een stortsteen als sokkel, geleverd door het waterschap Schouwen-Duiveland. In de steen staat het motto Beproefd maar niet gebroken. Op 1 februari 1970 werd het monument door commissaris der koningin Jan van Aartsen onthuld.

## Galerij

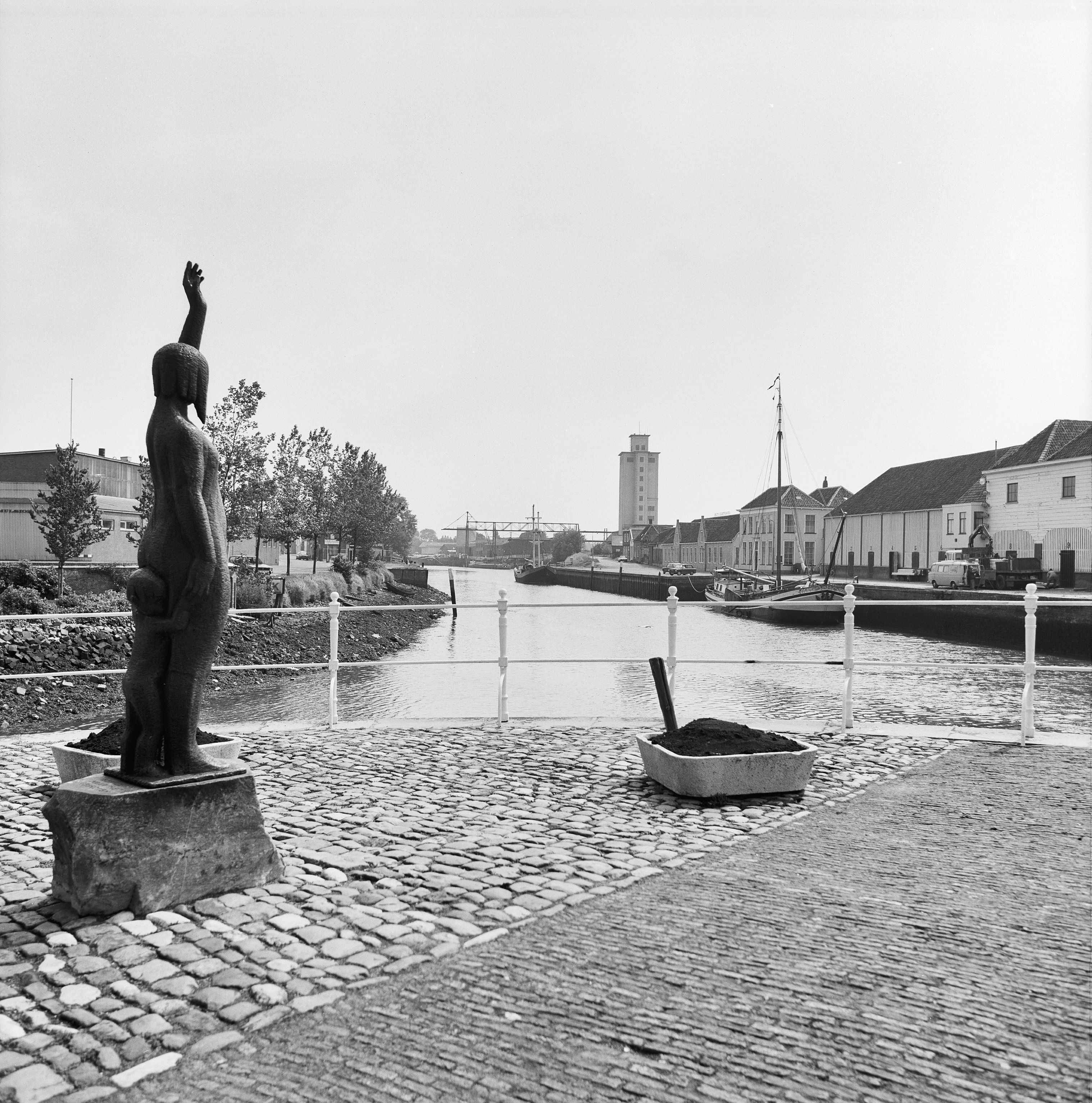
Het monument aan de haven
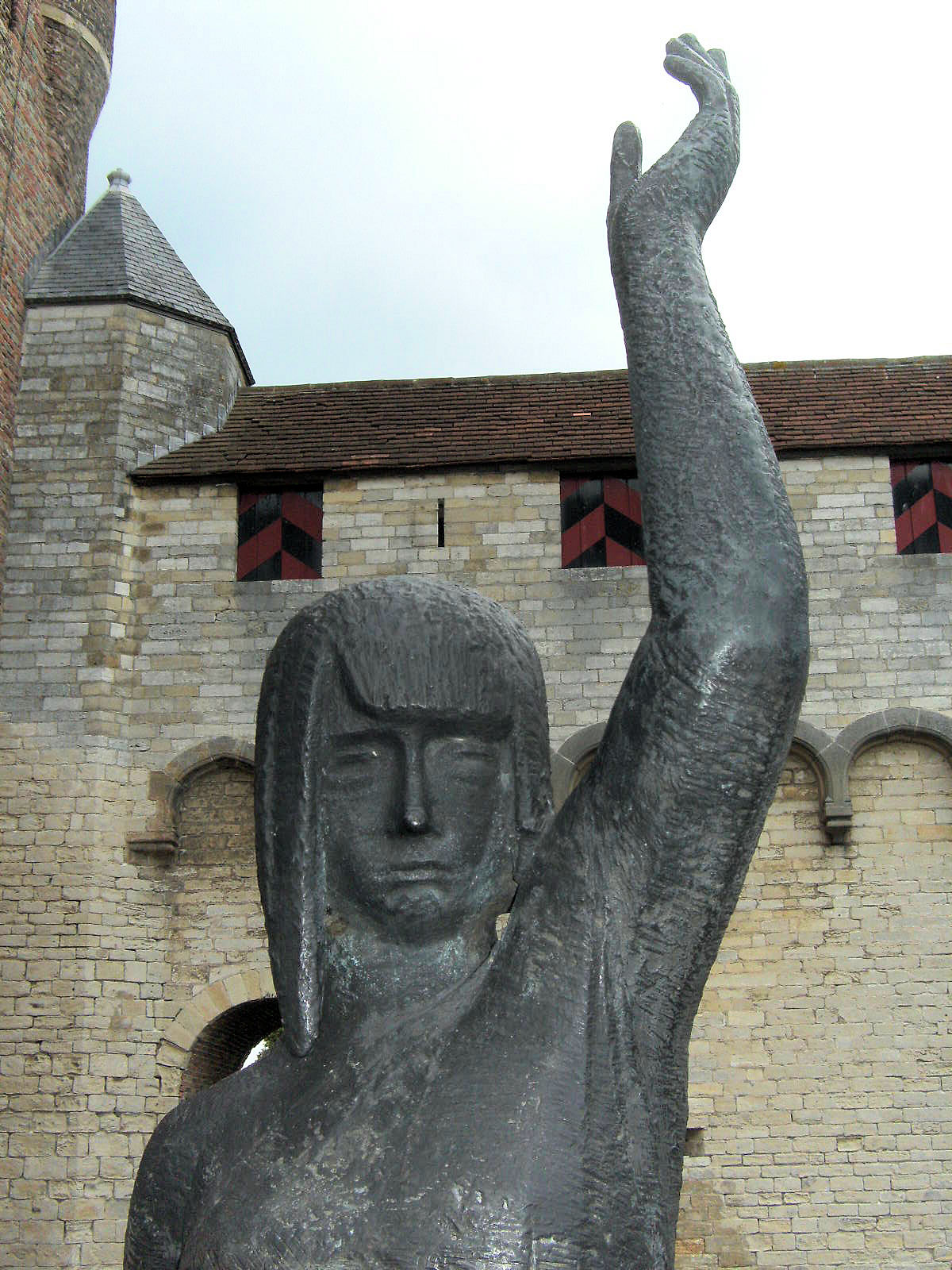
Detail van het monument